# Робота (фільм)
«Робота» (англ. Work; інші назви — Charlie at Work / Charlie the Decorator / Only а Working Man / The Paperhanger / The Plumber) — американський короткометражний фільм Чарлі Чапліна, випущений 29 квітня 1915.

## Сюжет
Господар одного багатого будинку ніяк не може вибратися на роботу, так як зіпсувалася газова плита і він не може поснідати. В цей час в будинок прибуває шпалерник на візку, якого тягне його бідолаха-асистент. Господиня дому докладно розповідає робочим, чого вона від них хоче, і вони приступають до роботи. Однак робота не надто просувається: асистент постійно відволікається то на оголену статуетку, то на симпатичну покоївку, що призводить до ряду комічних епізодів. Ситуація остаточно виходить з-під контролю, коли з'являється коханець господині будинку, думаючий, що чоловік вже поїхав на роботу.

## У ролях
- Чарлі Чаплін — асистент шпалерника
- Една Первіенс — покоївка
- Чарльз Інслі — Іззі Вейк, шпалерник
- Біллі Армстронг — чоловік
- Марта Голден — дружина
- Лео Вайт — коханець